# Церковь Рождества Пресвятой Богородицы (Любомль)
Церковь Рождества Пресвятой Богородицы (укр. Церква Різдва Пресвятої Богородиці) — православный храм (УПЦ МП) в городе Любомль Волынской области Украины. Сооружён за средства местных прихожан в 1884 году. Является памятником архитектуры местного значения. Настоятель — протоиерей Василий Мельничук.